# Frank Fisher
Frank Fisher, född 1 januari 1901 i Bailieboro i Ontario, död 23 april 1983, var en kanadensisk ishockeyspelare.
Fisher blev olympisk guldmedaljör i ishockey vid vinterspelen 1928 i Sankt Moritz.